# Górnośląska Brygada Obrony Narodowej

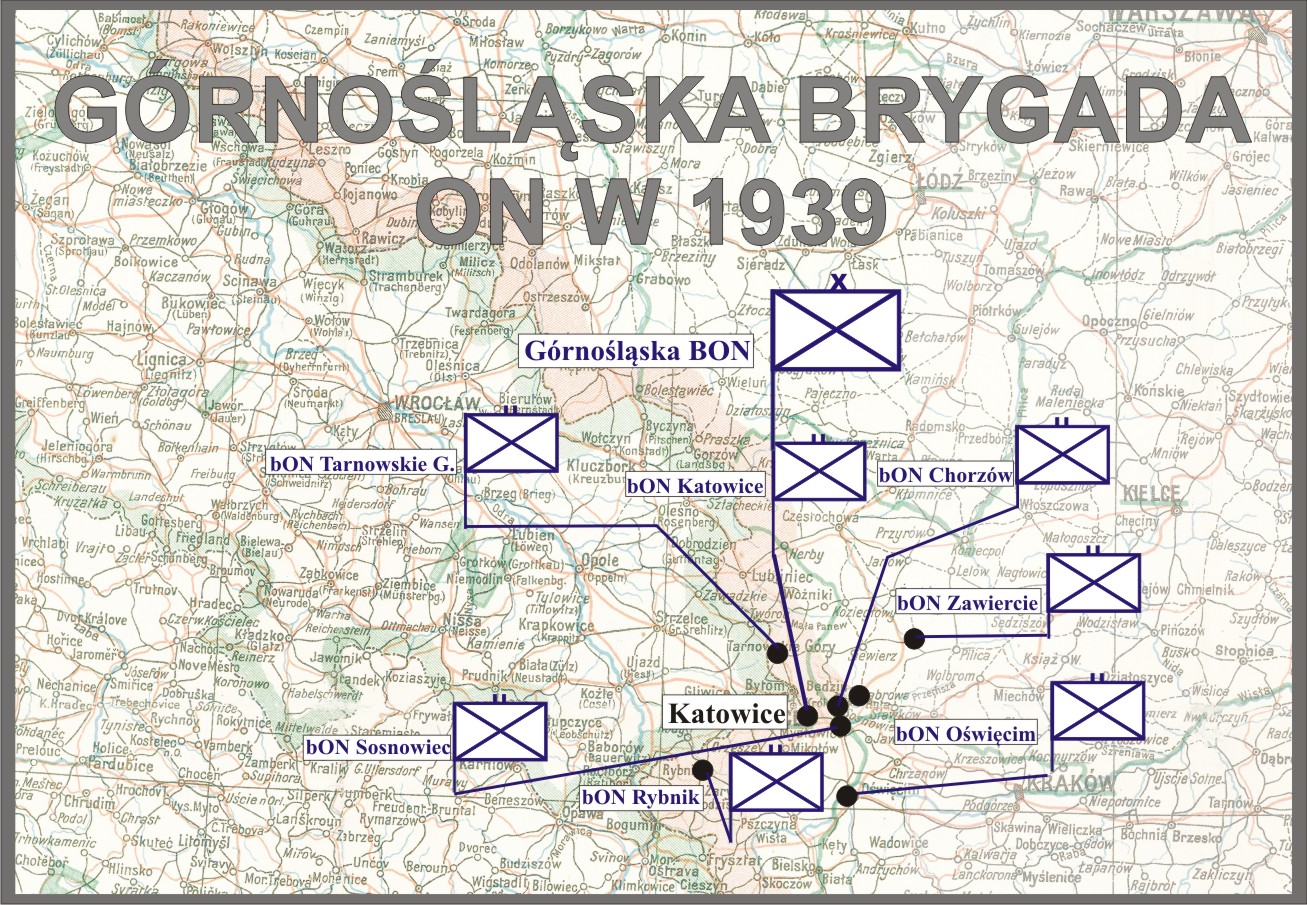
Górnośląska ON

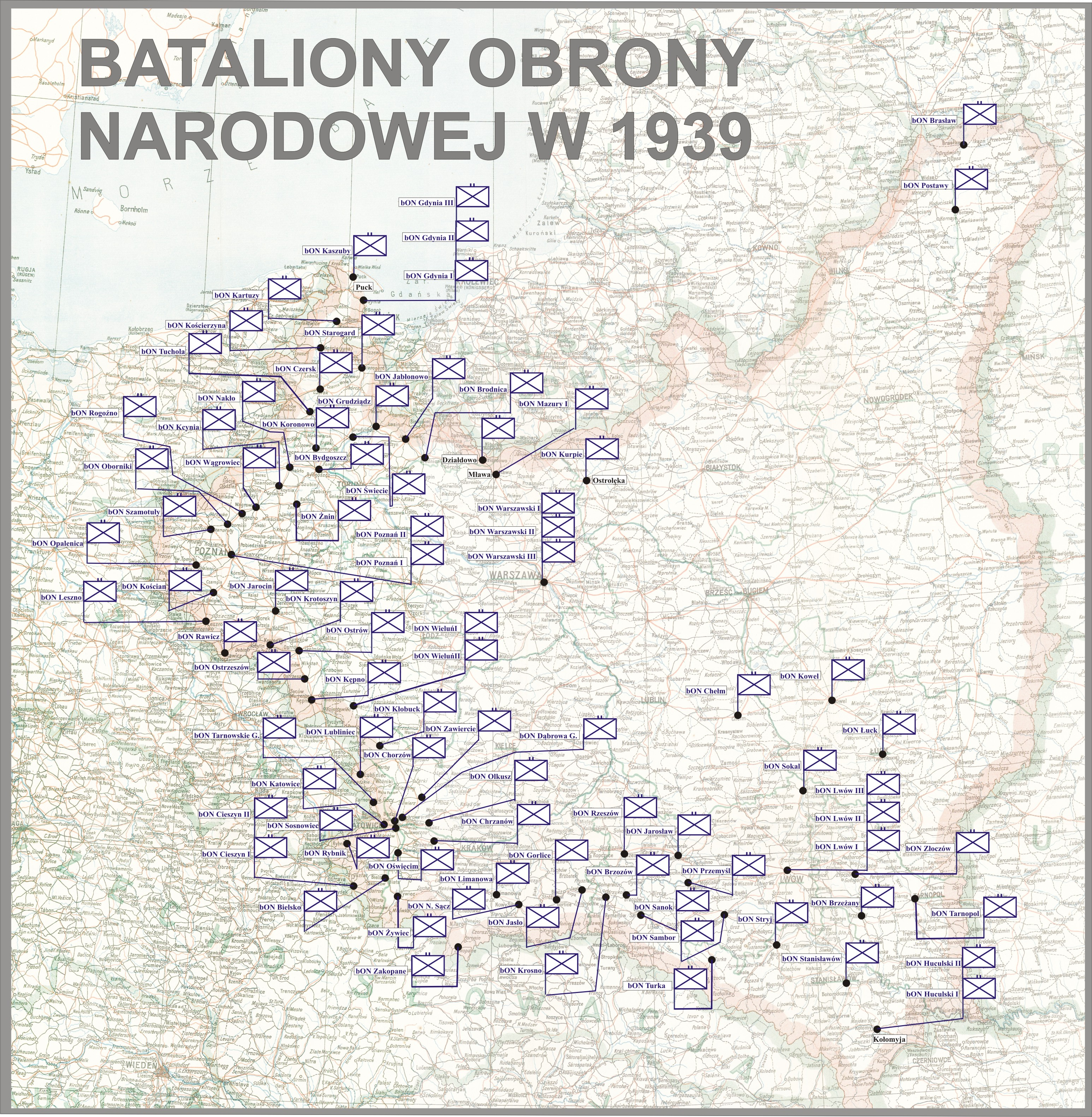
Obrona Narodowa w 1939

Górnośląska Brygada Obrony Narodowej – brygada Obrony Narodowej Wojska Polskiego II Rzeczypospolitej.

## Historia brygady
1 lutego 1937 roku w Katowicach został utworzony Rejon Wychowania Fizycznego i Przysposobienia Wojskowego 23 Dywizji Piechoty. Pod względem organizacyjnym, wyszkolenia i użycia na wypadek wojny rejon został podporządkowany dowódcy 23 Górnośląskiej Dywizji Piechoty. W lipcu tego roku rozpoczęto formowanie jednostki Górnośląskiej Brygady ON. Dowódcą brygady i równocześnie kierownikiem Rejonu WF i PW 23 DP został płk Antoni Własak. Początkowo w skład brygady weszło pięć batalionów ON. 4 września 1937 roku została podjęta decyzja o organizacji szóstego pododdziału – Chorzowskiego batalionu ON. Pierwotnie organizacja brygady miała być zakończona do 20 września. Następny termin zakończenia prac organizacyjnych został wyznaczony na dzień 15 października. Ostatecznie formowanie jednostki zostało zakończone w listopadzie 1937 roku, a w grudniu tego roku przeprowadzono pierwsze zbiórki oddziałów.
Pod względem inspekcji brygada została podporządkowana inspektorowi armii, gen. dyw. Leonowi Berbeckiemu, a w 1938 roku - generałowi do prac przy GISZ, gen. bryg. Antoniemu Szyllingowi. W czerwcu 1938 roku na stanowisko dowódcy brygady został wyznaczony płk Józef Giza.
W lutym 1939 roku w skład brygady został włączony Oświęcimski batalion ON. W maju 1939 roku Chorzowski batalion ON został przeformowany na etat batalionu ON typ S natomiast pozostałe pododdziały na etat batalionu ON typ III. Ponadto sformowany został oddział zwiadowców. Reorganizacja brygady pozostawała w bezpośrednim związku z organizacją 55 Dywizji Piechoty (Rezerwowej). Zgodnie z planem mobilizacyjnym „W” bataliony wchodzące w skład Górnośląskiej Brygady ON stanowić miały zawiązki dla mobiizowanych w alarmie batalionów piechoty typu specjalnego. Bataliony te stanowić miały trzon 55 DP. Na bazie Dowództwa Górnośląskiej Brygady ON zamierzano sformować dowództwo 201 pułku piechoty. Chorzowski batalion ON w czasie mobilizacji podlegał rozformowaniu. Wchodzące w jego skład kompanie stawały się zawiązkami kompanii strzeleckich batalionów karabinów maszynowych typu specjalnego nr I (IV/11 pp), II (IV/75 pp) i III (IV/75 pp). Natomiast oddział zwiadowców brygady stawał się zawiązkiem dla 11 kompanii strzeleckiej IV/75 pp.
2 sierpnia 1939 roku dowódcy brygady podporządkowano Dąbrowską Półbrygadę ON i uczyniono go odpowiedzialnym za jej sformowanie.
W kampanii wrześniowej baony Górnośląskiej Brygady ON walczyły w składzie 55 DP.

## Organizacja pokojowa
| w latach 1937-1938        | w 1939                    | zawiązek dla        | nazwa po mob. | jednostka mob. |
| ------------------------- | ------------------------- | ------------------- | ------------- | -------------- |
| Dowództwo Brygady ON      | Dowództwo Brygady ON      | Dowództwo 201 pp    | 201 pp        | 73 pp          |
| Tarnogórski batalion ON   | Tarnogórski batalion ON   | Baon Piechoty Nr 57 | I/203 pp      | 11 pp          |
| Zawierciański batalion ON | Zawierciański batalion ON | Baon Piechoty Nr 51 | I/201 pp      | RKU Zawiercie  |
| Katowicki batalion ON     | Katowicki batalion ON     | Baon Piechoty Nr 56 | II/201 pp     | RKU Katowice   |
| Sosnowiecki batalion ON   | Sosnowiecki batalion ON   | Baon Piechoty Nr 53 | II/201 pp     | RKU Sosnowiec  |
| Rybnicki batalion ON      | Rybnicki batalion ON      | Baon Piechoty Nr 55 | III/203 pp    | 75 pp          |
| Chorzowski batalion ON    | Chorzowski batalion ON    | –                   | –             | –              |
| –                         | Oświęcimski batalion ON   | Baon Piechoty Nr 52 | II/203 pp     | 3 pspodh       |
| –                         | Oddział Zwiadowców        | –                   | 11/75 pp      | 75 pp          |

## Obsada personalna dowództwa brygady
Dowódcy brygady
- płk piech. Antoni Własak (1937-1938)
- płk piech. Józef Giza (1938-1939)

Oficer sztabu
- ppłk piech. Fidelis Włodarski (1939)

Szef sztabu
- mjr Stanisław Wider